# Julien-François Zbinden
Julien-François Zbinden   (Rolle, 11 de novembre de 1917 - Lausana, 8 de març de 2021) va ser un compositor i pianista de jazz suís.
Nascut a Rolle, Kanton Waadt, Zbinden va estudiar piano a Lausana i Ginebra. Va aprendre composició musical principalment de manera autodidàctica, però també va prendre lliçons amb René Gerber. El 1938 va esdevenir pianista d'una banda de jazz. Des del 1947 va treballar a "Radio Suisse Romande" a Lausana, primer com a gestor de gravacions i des del 1956 com a cap del departament de música. Del 1973 al 1979 i del 1987 al 1991 Zbinden va ser president de la Societat Suïssa per als Drets d'Autors d'Obres Musicals (SUISA).
Zbinden és el guanyador de nombrosos premis: el "Henryk Wieniawski Composition Prize de Varsòvia" (1956), el Gran Premi de la "Communauté radiophonique des programmes de langue française", el "Swiss Radio Broadcasting Prize", el premi de la "Société des auteurs et compositeurs dramatiques" (SACD)) i el premi de "l'Association des amis du Festival international de Lausanne". El 1978 va ser nomenat oficialment, oficial de "l'Office des Arts et des Lettres". i el 1993 va rebre la Medalla d'Or de la ciutat de Lausana. Va ser membre honorari de l'associació "Les Amis de Maurice Ravel". Va viure a Lausana.
El catàleg d'obres de Zbinden comprèn més de 100 composicions, incloses obres escèniques, 5 simfonies (el número 5, el seu Op. 100, es va estrenar el 2007), obres concertants, música de cambra i vocal per a diverses instrumentacions. En el seu llenguatge tonal general, es poden distingir influències del jazz, el neoclassicisme i Arthur Honegger.
Zbinden tocava el piano cada dia i encara actuava en públic fins al 2017, el mateix any que celebrava el seu centenari.
Va morir el març de 2021 a l'edat de 103 anys.

## Discografia
- Trio sextette de jazz en solitari (1952–1979, amb diferents formacions)
- És la xerrada de la ciutat (amb Antoine Ogay i Marcel Papaux, 2007)
- Última trucada…? (2010)